# Ulrich Knefelkamp

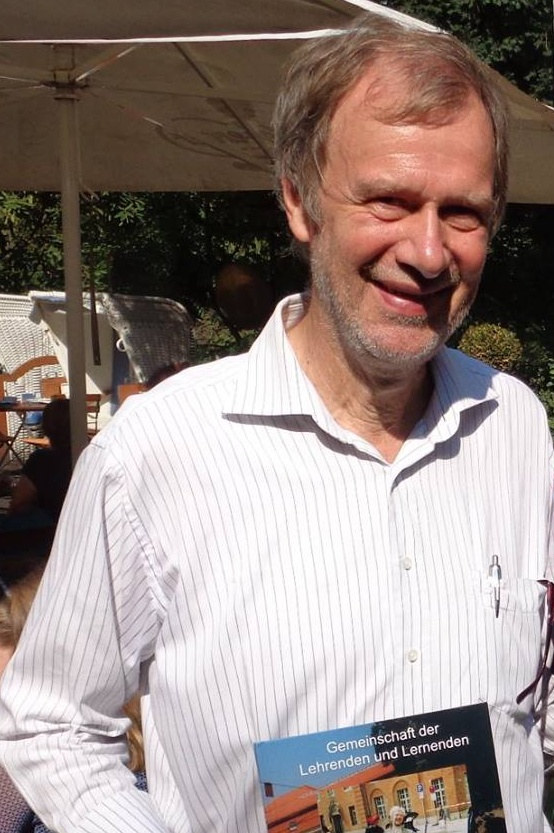
Ulrich Knefelkamp, 2016

Ulrich Knefelkamp (* 26. Februar 1951 in Herford; † 25. November 2020 in Bamberg) war ein deutscher Historiker.

Ulrich Knefelkamp studierte von 1973 bis 1975 Geschichte, Kunstgeschichte, Volkskunde an der Universität Würzburg und von 1975 bis 1980 Geschichte, Volkskunde, Völkerkunde, Kunstgeschichte, Medizingeschichte, Geographie an der Universität Freiburg. Im Jahr 1980 wurde er in Freiburg in Geschichte, Volkskunde, Völkerkunde mit der Arbeit Das Gesundheitswesen im mittelalterlichen Freiburg im Breisgau promoviert. Im Jahr 1985 wurde er in Völkerkunde und Volkskunde in Freiburg promoviert mit der Arbeit Die Suche nach dem Reich des Priesterkönigs Johannes. Dargestellt anhand von Reiseberichten und anderen ethnographischen Quellen des 12.–17. Jahrhunderts. Von 1980 bis 1988 war Knefelkamp Assistent am Lehrstuhl für Geschichte des Mittelalters an der Universität Bamberg.
Im Jahr 1987 erfolgte die Habilitation in Mittlerer und Neuerer Geschichte mit einer Arbeit über das Heilig-Geist-Spital in Nürnberg vom 14. bis 17. Jahrhundert. 1988/89 war er Lehrstuhlvertreter für Dietmar Rothermund an der Universität Heidelberg. 1989/90 war er Oberassistent am Lehrstuhl für Geschichte des Mittelalters in Bamberg. Von 1990 bis 1992 hatte Knefelkamp eine Lehrstuhlvertretung für Mittelalter und Thüringische Landesgeschichte an der Universität Jena. Von 1992 bis 1993 war er Oberassistent und 1993/94 Lehrstuhlvertreter in Bamberg. Von 1994 bis 2016 lehrte Knefelkamp als Professor für mittelalterliche Geschichte Mitteleuropas und regionale Kulturgeschichte an der Europa-Universität Viadrina. Er gehörte zu den ersten Professoren, die 1994 an der Kulturwissenschaftlichen Fakultät ernannt worden waren. Im Jahr 1996 gründete er den „Förderverein zur Erforschung der Geschichte der Viadrina“, der sich mit der Geschichte der ersten brandenburgischen Landesuniversität befasst. Er war Dekan der Fakultät für Kulturwissenschaften (1995–1999) und Vorsitzender des Senats (1999–2007).
Seine Forschungsschwerpunkte waren die Sozialgeschichte, besonders die Stadt und die städtischen Bevölkerungsgruppen, die Medizin- und Sozialgeschichte, vor allem die Geschichte der Seuchen, die Geschichte der mittelalterlichen Wissenschaften, die Frauen- und Geschlechtergeschichte sowie die Entstehung der europäischen Identität und Kultur. Knefelkamp publizierte unter anderem zur Hospitalgeschichte. Knefelkamp war unter anderem Mitglied in der Forschungsstiftung für vergleichende Überseegeschichte, Historischen Verein Bamberg, im Mediävistenverband und in der Gesellschaft für Universitäts- und Wissenschaftsgeschichte.

## Schriften (Auswahl)
Monographien
- Das Mittelalter. Geschichte im Überblick. 2., durchgesehene Auflage. Schöningh, Paderborn 2003, ISBN 3-8252-2105-9.
- Das Heilig-Geist-Spital in Nürnberg vom 14.–17. Jahrhundert. Geschichte, Struktur, Alltag. Selbstverlag des Vereins für Geschichte der Stadt Nürnberg, Nürnberg 1989, ISBN 3-87191-144-5 (zugleich: Bamberg, Universität, Habilitationsschrift, 1987 unter dem Titel: Sozialasyl und Reichsschatzkammer).
- Die Suche nach dem Reich des Priesterkönigs Johannes. Dargestellt anhand von Reiseberichten und anderen ethnographischen Quellen des 12. bis 17. Jahrhunderts. Müller, Gelsenkirchen 1986, ISBN 3-89049-006-9.
- Das Gesundheits- und Fürsorgewesen der Stadt Freiburg im Breisgau im Mittelalter (= Veröffentlichungen aus dem Archiv der Stadt Freiburg im Breisgau. Bd. 17). Herder, Freiburg im Breisgau 1981 (Zugleich: Freiburg (Breisgau), Universität, Dissertation, 1980).

Herausgeberschaften
- mit Kristian Bosselmann-Cyran: Grenze und Grenzüberschreitung im Mittelalter. 11. Symposium des Mediävistenverbandes vom 14. bis 17. März 2005 in Frankfurt an der Oder. Akademie Verlag, Berlin 2007, ISBN 978-3-05-004330-2.
- „Blütenträume“ und „Wolkenkuckucksheim“ in „Timbuktu“. 10 Jahre Europa-Universität Viadrina Frankfurt (Oder) 1991–2001. Scrîpvaz-Verlag, Schöneiche bei Berlin 2001, ISBN 978-3-931278-03-8.